# Bluegrassmusik

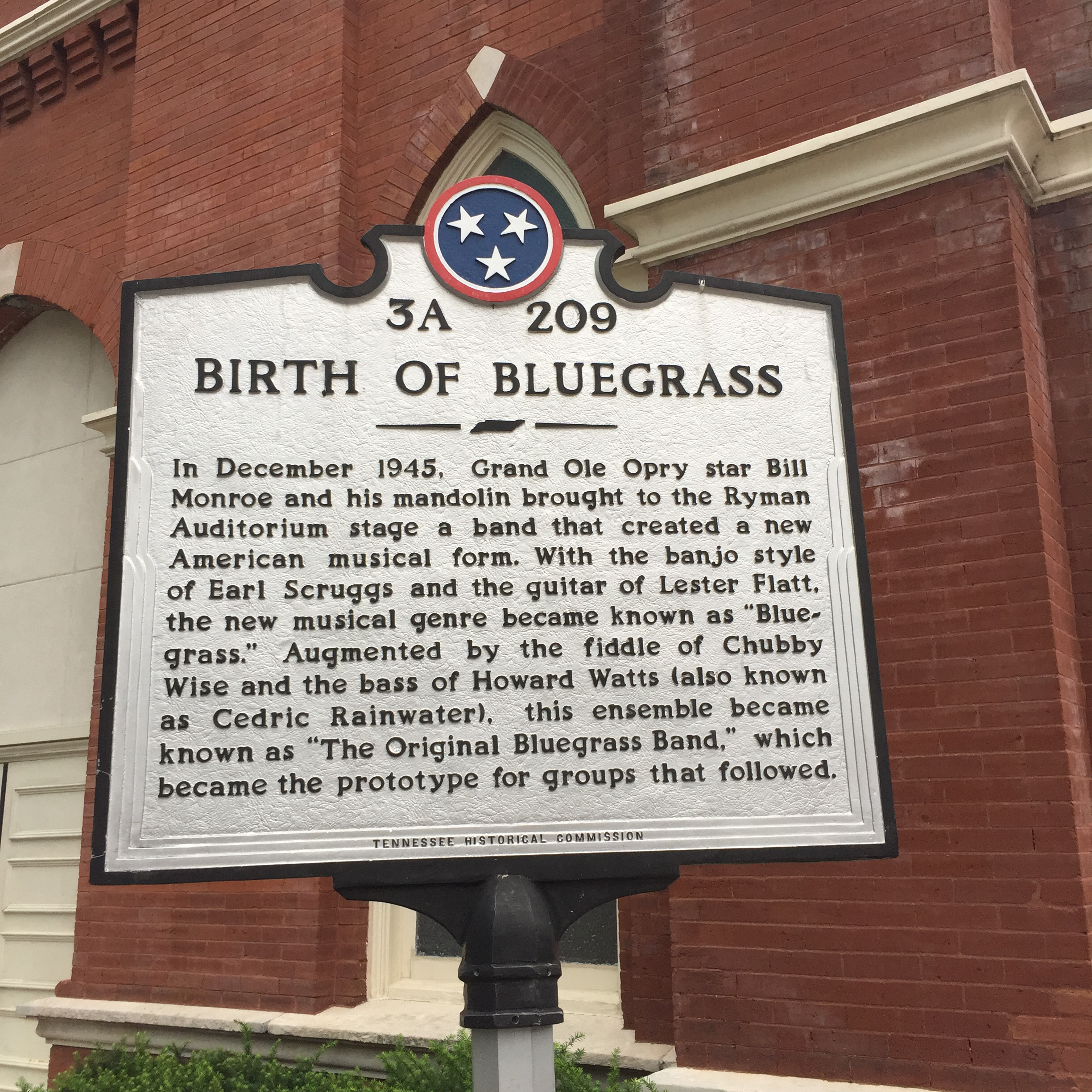
Minnesplakett utanför huset i Nashville, Tennessee där genren föddes 1945.

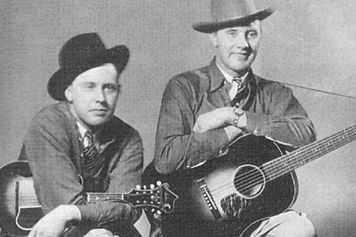
Bill Monroe (till vänster) med brodern Charlie 1936.

Bluegrassmusik är en musikgenre och en subgenre till countrymusik.

## Historia
Musikstilen har rötter i de amerikanska sydstaternas folkmusik och irländsk samt brittisk folkmusik, men innehåller även bidrag från gospel och blues. Bluegrass utvecklades från mitten av 1940-talet av framförallt Bill Monroe. Namnet bluegrass (direkt översatt "blågräs") kommer från Monroes band Blue Grass Boys och syftar på området Bluegrass, som huvudsakligen ligger i delstaten Kentucky. 'Kentucky studies-instrumenteringen' består av akustiska instrument som gitarr, banjo, fiol, mandolin, dobro, och kontrabas. Trummor används sällan. Karakteristiskt för bluegrassmusiken är den trefingerstil som utvecklades av banjospelaren Earl Scruggs. Sången är två-, tre- eller fyrstämmig. En av den nyare generationen av bluegrassmusiker är Sleepy Man Banjo Boys.

## Exempel på bluegrassmusik
- Blue Moon of Kentucky –  Bill Monroe
- Foggy Mountain Breakdown – Lester Flatt & Earl Scruggs